# Salvador Fernandes Furtado
Salvador Fernandes Furtado de Mendonça (Taubaté, ? - São Caetano, 1725) foi um coronel e bandeirante paulista. Foi uma figura importante na descoberta do ouro em Minas Gerais e na sua colonização, sobretudo nos arredores de Mariana e Ouro Preto. Diogo de Vasconcelos afirma que "observado de perto, não foi menos que o Borba, que Arzão e que os Buenos, mas todavia se fez maior".

## Biografia
Natural da Vila de São Francisco das Chagas de Taubaté, era filho de Manuel Fernandes Vieira Edra e Maria Cubas, ambos paulistas. Casou-se com Maria Cardoso de Siqueira, passando a residir com a e ssposa em Taubaté. Juntos tiveram 7 filhos, alguns nascidos em Taubaté e outros em Pindamonhangaba, vilas vizinhas.
Partiu em direção aos sertões em 1687, para prear indígenas e buscar pedras preciosas. Foi responsável pelo estabelecimento de povoados que tornariam-se as vilas mais importantes de Minas Gerais, como é o caso de Mariana, primeira vila, cidade, capital e bispado mineiro. Sua esposa ficou em Pindamonhangaba, onde a família tinha terras, somente em 1711 passou a residir em Minas Gerais, quando Salvador Furtado recebeu da Coroa uma sesmaria em São Caetano.
Além da esposa, trouxe diversos outros parentes para as Minas. Fez sua sobrinha D. Mônica Fernandes casar-se com Domingos Nogueira Vargas, colega bandeirante. Também trouxe seu sobrinho Boaventura Furtado de Morais, Pedro Pais de Barros, João de Sousa Castelhanos, Afonso Gaia, entre outros.
Diferentemente de outros sertanistas, era proprietário de uma considerável biblioteca. Segundo os cronistas, possuia as Ordenações do Reino, que tinha mandado encardenar, em pastas com frisos de ouro; o Repertório das Minas; uma História Social em seis volumes e mais 27 livros de muitos autores encadernados em pergaminho. 

### Sesmaria em São Caetano
Em 26 de março de 1711 recebeu uma sesmaria na região de São Caetano, atual distrito de Monsenhor Horta. O governador Antônio de Albuquerque Coelho de Carvalho assim escreveu:
"Faço saber que, havendo resposta ao que por sua petição me enviou dizer o coronel Salvador Fernandes Furtado de Mendonça que o suplicante tinha assistido nas minas há sete anos e em todo êste tempo e nos mais do princípio do descobrimento das ditas minas, sempre cercando matos e mandando fazer por seus filhos e escravos a buscar descobrimentos de lavras e ouro, como consta das que tem descoberto de grandes lucros; e agora queria mandar buscar sua família e parentes para morar nas minas e não tinha largueza de terras para os acomodar e porquanto estavam devolutas as cabeceiras de uma sesmaria, que fui servido dar-lhe no sitio do Morro Grande para a parte do Brumado, me pedia lhe fizesse mercê dar-lhe as ditas cabeceiras com uma légua de sertão para Guarapiranga, mandando passar carta de sesmaria delas, e visto o requerimento".
Desde 1703 já residia em Minas Gerais, em uma casa simples, próximo a Capela de Santo Antônio, em Mariana. Todavia, a sua fixação definitiva em Minas Gerais, deu-se apenas em 1711, na dita sesmaria em São Caetano. A sesmaria abrangia três sitios, onde passou a residir com sua esposa, filhos e genros. Na região foi construido um grande engenho de cana-de-açucar.
Também tinha terras em Bela Vista.

### Falecimento
Morreu com todos os sacramentos e deixou testamento, sendo sepultado em 21 de julho de 1725 na capela-mor, debaixo do arco cruzeiro, da matriz de São Caetano, pelo vigário Francisco Xavier.
Teve uma morte tranquila em sua cama.

#### Testamento
Dentre as clausulas de seu testamento alforriou a escravizada Bárbara:
"Declaro que entre os escravos que possuo e bem assim uma mulata por nome Bárbara, a qual, pelos bons serviços que dela tenho recebido, e porque, casando-a, prometi que a deixaria por minha morte forra, agora, com o consentimento e beneplácito de meus filhos [...], e também de minha mulher, a forro e dou liberdade assim a ela como a suas filhas [...]".
Depois passou a disciplinar seus bens, e dividi-los entre seus herdeiros:
"[...] declaro que tenho debaixo da minha administração do gentio da terra ou descendente dele as pessoas seguintes: João, filho de Sebastiana, que por entender ser filho do meu filho Bento Fernandes, lhe deixo a sua administração ao dito meu filho;, Lauriana, Pedro, Salvador, e a dita Sebastiana acima nomeada, e a seu filho Carlos e Francisco e a João Mulato, deixo a meu filho o Padre Salvador Fernandes Furtado, com a condição de acompanhar e assistir com sua mãe; para que com o serviço desses escravos ajude o monte do casal e será obrigado a doutriná-los e a vesti-los, com a caridade do bom administrador; e sendo caso que o dito meu filho trate a estes escravos maltratando-os com rigor e menos caridade, ou deixe de acompanhar sua mãe, ou queira vender, doar ou alienar alguns destes escravos, ja desde agora substituo a dita administração no meu filho Antônio Fernandes [...] caso que o segundo administrador também trate mal ou aliene os escravos ou alguns deles, ou deixe a companhia de sua mãe, passará a administração deles a meu filho Boaventura Furtado, e se cair em o mesmo excesso passará a administração com a mesma condição a sua mãe, mas se tirando esta administração de meus filhos varões, passará com a mesma substituição para o meu neto José de Souza Taveira, com o mesmo encargo; e não satisfazendo, passará a seu irmão, e assim irá correndo a linha de meus descendentes mais próximos com o mesmo encargo".
Também deixou bens para sua filha bastarda, Maria Cubas Furtado: 
"Declaro que casei minha filha ilegitima Maria Cubas Furtado com Antônio Cabral da Gamboa e lhe dei cinco escravos dos quais devo 200 oitavas". 
A filha nascera provavelmente no Carmo nos anos de sua fundação e casou na igreja do Carmo em 1716 com este homem paulista. Desaparecem menções a eles no Carmo em 1721. Cláudio Manoel diz que morreu em Pitangui. Maria poderia ser filha da concubina carijó do Coronel, batizada Antônia.

Possuía ainda outras duas filhas bastardas, Isabel Cubas e Ana Maria, a quem deixou:
"Declaro que se dará a minha filha ilegítima Isabel Cubas um conto de réis para dote e 200 mil réis para vestuario".

"Declaro que se dará a minha filha ilegítima Ana Maria um conto de réis para dote e 200 mil réis para vestuario".
Sobre as filhas legítimas:  
"Declaro que casei minha filha Mariana de Freitas com João Pereira de Lisboa e lhe prometi dois mil cruzados, os quais ordeno que se paguem das 800 oitavas que me devem os que compraram a Cachoeira [Lavras Velhas]". 

#### Descendencia
- Antonio Fernandes Furtado nascido em Taubaté, em 1680.[3]
- Feliciano Cardoso de Mendonça (1683-1721) que ao morrer deixou viúva sua prima Maria Rodrigues de Siqueira, de quem tivera duas filhas: Branca (casada com Leonardo de Azevedo Castro, residentes em Brumado) e Maria (casada com Gonçalo de Souza Costa, residentes em Escalvado).[3]
- Maria de Freitas Cardoso nascida em 1688, viúva desde 30 de abril de 1725 do sargento-mor João de Souza Taveira. Tinham vindo para Minas na época dos cascalhos virgens do Ribeirão do Carmo e tiveram sete filhos, entre eles José de Souza Taveira; Josefa, Salvador, Rosa, Maria, Joana e uma filha póstuma.[3]
- Coronel Bento Fernandes Furtado (1690 - Serro, 19 de outubro de 1765). Casou em São Caetano entre 1729 e 1730 com sua prima Bárbara Moreira de Castilho (neta de Carlos Pedroso da Silveira).[3]
- Comba Furtado de Santa Rosa, nascida em 1692, casada com o Capitão Antônio Pereira Rego.[3]
- Boaventura Furtado de Mendonça nascido em 1694;[3]
- Padre Salvador Fernandes Furtado, nascido em 1698, pois por ocasião da grande fome em Vila Rica em 1697 e 1698 o coronel desceu para Taubaté.[3]

## Bandeiras
Começou a realizar a entrada aos sertões brasileiros em 1687, conjuntamente ao seu cunhado Francisco Pedroso. Havia chegado inicialmente em Caeté. Em 1694 fez entrada para a casa da Casca, para as bandas do rio Doce, para prear indígenas. Sua bandeira teria encontrado fortuitamente na Itaverava com a bandeira de Bartolomeu Bueno de Siqueira, composta por Manuel de Camargo, João Lopes de Camargo, Miguel de Almeida e Cunha, Antônio de Almeida e outros. A dita bandeira havia acabado de descobrir indícios de ouro no local.
Obteve algumas oitavas que levou a Taubaté, de onde Carlos Pedroso da Silveira, sócio de Bartolomeu Bueno de Siqueira, as levou para o Rio de Janeiro e deu em manifesto ao Governador em 15 de junho de 1695. Continuou, ao que parece, as pesquisas de ouro no local até 1697, quando voltou a Taubaté; em 1700 teria retornado às Minas Gerais tendo descoberto as minas do Bom Sucesso, na região de Ouro Preto, em continuação a descobertos na região do Ribeiro do Carmo, futura Mariana.

### Descoberta do Ribeirão do Carmo
Salvador Fernandes Furtado, depois de aportar em Itaverava, decidiu seguir para o norte. Consta que, com Miguel Garcia de Almeida e Cunha, teria rumado para o norte, buscando o córrego onde Manuel Garcia de Almeida Cunha achara ouro, a seis léguas da Itaverava, e deram origem ao arraial do Fundão.

Suspostamente essa é a primeira casa construida em Minas Gerais. Localiza-se no bairro Santo Antõnio, Mariana. Construida por Salvador Furtado, serviu-o de morada nos tempos que fixou-se em Mariana. Posteriormente foi utilizada como a primeira Casa de Câmara e Cadeia.

Em 16 de julho de 1696 chegou as margens do Ribeirão do Carmo, achando enorme quantidade de ouro. A primeira cabana que ergueu teria dado origem ainda em vida do fundador, a primeira vila das Minas Gerais. Diz-se que construiu as primeiras cabanas na praia que ficou conhecida como Arraial de Matacavalos, entre rochedos e matas, meia légua acima, "rompendo a clareira luminosa da Passagem, esbatida no pano de fundo da serra eriçada de penhascos, em cujo cimo se apresentava o Itacolumi - mas desfigurado, como se avista de Mariana»"
Ergueu também uma capela modesta, a mais antiga de Minas Gerais, a Capela de Santo Antonio. A partir dessa capela desenvolveu-se o primeiro núcleo urbano de Mariana.
Depois das descobertas em Mariana, foi para a região de Cataquases. Passando por uma experiência de grande fome o coronel Salvador retornou ao Ribeirão do Carmo, encontrou-o praticamente ocupado e subiu contrário ao córrego que desagua no Ribeirão do Carmo, que nasce na serra de Ouro Preto, e, encontrando ali faisqueiras riquíssimas, deu-lhe o nome Bom Sucesso, distribuindo-o por sua comitiva.

### Erigindo capelas
As capelas se faziam essenciais à conquista do territorio mineiro, por efetiva piedade religiosa ou por interesses máximos da colonização, pois mandava o Regimento das Minas que se repartissem os interesses pelos proprietários de datas, mas impunha determinadas condições, cuja principal era a catequese: donde a capela se impunha. O coronel, conjuntamente a seus amigos e parentes, foram responsáveis pela construção de diversas capelas, em Pinheiros Altos, Santo Antônio do Pirapetinga, São Caetano, Mariana, Diogo de Vasconcelos, entre outros.

## Historiografia
Os antigos livros sobre Minas Gerais dizem que "montava cavalo alazão arreado com sela de pele de onça, coxim de marroquim, xaréu e bolsão de veludo verde bordado a retrós amarelo; freio de prata nas ocasiões solenes para vir à missa do arraial ou andar na vila, onde muitas vezes foi nomeado juiz ordinário. Nos coldres, carregava seu par de pistolas de canos de bronze e aparelhadas de prata. Nas festas trajava-se com esmero, calças de limites e meias de seda, véstia de veludo, chapéu de três quinas finíssimo, todo de preto, a lhe luzirem nas meias e sapatos fivelas de ouro e pedras; apoiava-se no bastão encastoado de prata. Tinha mais dois outros fatos e um capote de camelão vermelho, além de outras peças interiores. No trem bélico, 14 armas de fogo, algumas aparelhadas de prata, catanas e lanças, o que não era demais, pois índios e negros enchiam de sobressalto as Fazendas e povoados, como na 1712 e noutra em 1719".